# Minotauros
Minotauros是蜆蝶亞科蛺蜆蝶族蛺蜆蝶亞族裡的一個屬，尚無正式中文學名命名。共有2個物種，分佈於巴西亞馬遜州。

## 物種
- 燈黃悌蜆蝶 Minotauros lampros
- 查爾悌蜆蝶 Minotauros charessa

## 外部連結
- Minotauros （页面存档备份，存于） - funet.fi